# 산유

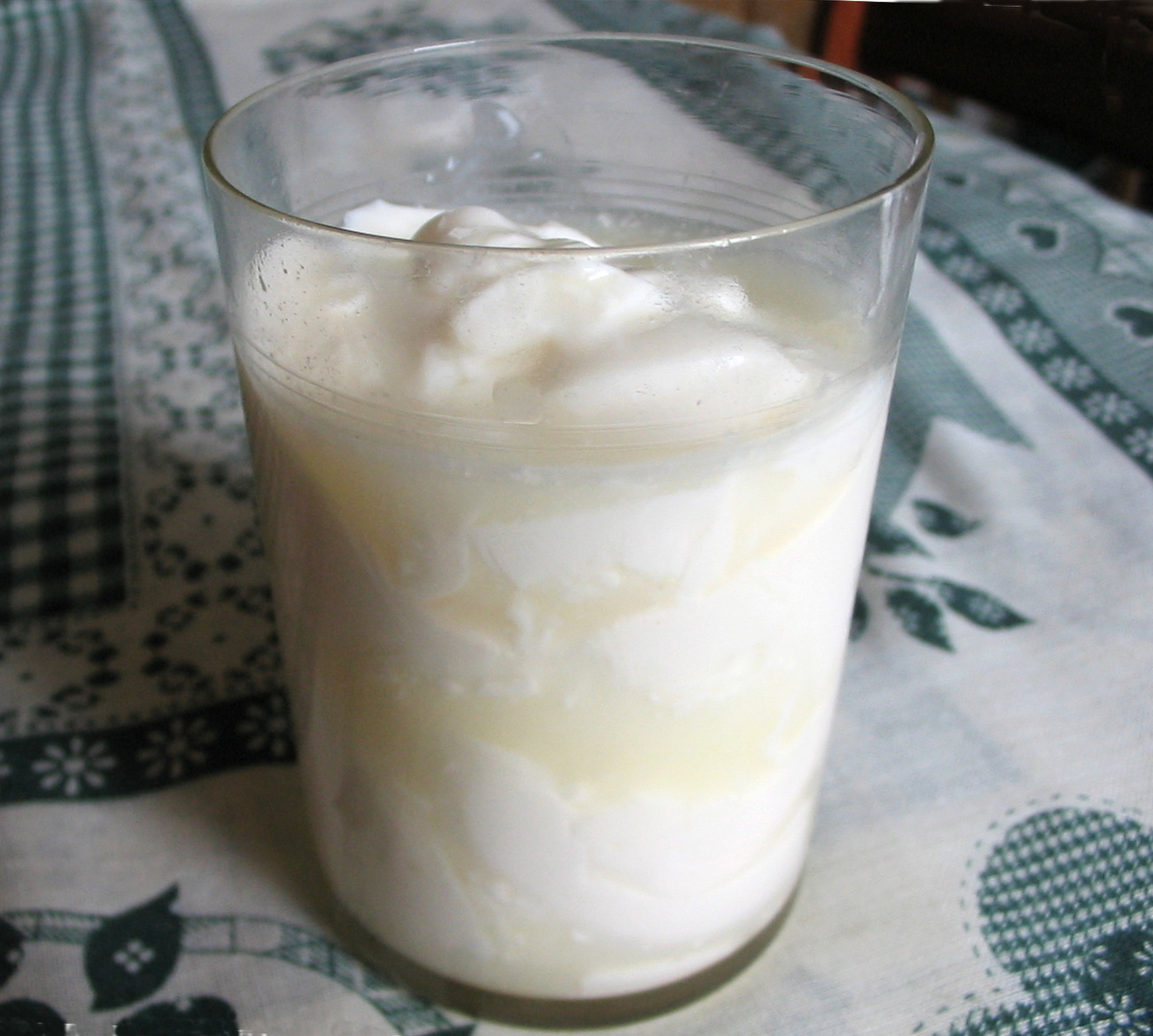
산유

산유(酸乳) 또는 사워밀크(sour milk)는 신맛이 나는 우유이다. 젖산균을 이용한 발효 과정을 거쳐 만든 발효유(醱酵乳)와 산을 첨가해 만든 산화유(酸化乳)가 있다.
치즈를 만들때도 쓰인다.

## 같이 보기
- 우락유
- 사워크림
- 산유 치즈